# 三好りえ
三好 りえ（みよし りえ、3月1日 - ）は、日本の女性声優、女優。大阪府出身。ムーブマンに所属している。

## 人物
血液型はO型。声優ユニット Palletで活動していた。

## 出演作品

### テレビアニメ
2006年
- つよきす Cool×Sweet（浦賀真名）
- まもって!ロリポップ（七瀬）
- 吉永さん家のガーゴイル（刻みのリナ、梁山泊三姉妹）

2014年
- ウィザード・バリスターズ 弁魔士セシル（須藤芽美[2]）

### 吹き替え
- グッドラックチャーリー（ゲイブ）
  - グッドラックチャーリー/ザ・ムービー（ゲイブ）
- シャーペイのファビュラス・アドベンチャー（ロジャー・エリストン・三世）
- ラスベガス シーズン2（男児、緑服の女）
- レバレッジ 〜詐欺師たちの流儀 シーズン2（ランディ）
- スーパーナチュラル シーズン13 - 15（カイア・ニエベス / ダークカイア〈ヤディラ・ゲバラ＝プリップ〉）

### ゲーム
- 龍が如く2
- リング☆ドリーム 女子プロレス大戦（ゴンザレス＝兎山＝メルヘン）

### テレビ
- 狭山ケーブルテレビ（レギュラー・2007年5月18日 - 5月24日）

### ラジオ
- キャン番娘のきゃらめるKISS（BSQR・インターネットラジオ、2005年1月 - 3月）
- 井上喜久子のキャラメルタウン（BSQR489、? - 2006年3月27日）
- 井上喜久子のキャラメルハイツ（文化放送・BSQR489、? - 2006年3月26日）
- 癒されBar若本（アシスタントパーソナリティ）
- かなりえのHappy Fancies Radio（ウェーブマスター、2007年4月27日 - 2008年6月13日）
- Palletのきまぐれ☆Street（レギュラー）
- Happy Fancies Radio NEO!!（ウェーブマスター、2008年6月20日 - 2010年5月8日）
- Come On A My House（ラヂオつくば、2016年10月7日 - 放送中）

### CD
- 妄想列島☆青春編〜地方の時代がやってきた!〜（遠藤小雪）

#### DJCD
- 癒されBar若本 the CD Vol.01 - 03

### 舞台
- 劇団空感エンジン「SAORI 〜想い出の六畳一間〜」（2012年8月8日-13日、エアースタジオ）

### その他
- EZweb公式サイト「チャク萌えR」（ひな役）